# Phalera nannula
Phalera nannula är en fjärilsart som beskrevs av Stephen. 1924. Phalera nannula ingår i släktet Phalera och familjen tandspinnare. Inga underarter finns listade i Catalogue of Life.